# Lecaniodiscus cupanioides
Lecaniodiscus cupanioides är en kinesträdsväxtart som beskrevs av Jules Émile Planchon. Lecaniodiscus cupanioides ingår i släktet Lecaniodiscus och familjen kinesträdsväxter. Inga underarter finns listade i Catalogue of Life.